# Sunrise Tennis Championship 2005
Il Sunrise Tennis Championship 2005, noto come BMW Tennis Championship per ragioni di sponsorizzazione, è stato un torneo di tennis facente parte della categoria ATP Challenger Series nell'ambito dell'ATP Challenger Series 2005. Il torneo si è giocato a Sunrise negli Stati Uniti dal 14 al 20 marzo 2005 su campi in cemento.

## Vincitori

### Singolare
Karol Beck ha battuto in finale  Davide Sanguinetti con il punteggio di 6–2, 6–2

### Doppio
Rick Leach /  Travis Parrott hanno battuto in finale  Jan-Michael Gambill /  Mark Philippoussis per walkover